# Ursula Gräfe
Ursula Gräfe (* 1956  in Frankfurt am Main) ist eine deutsche Autorin und literarische Übersetzerin.
Ursula Gräfe studierte an der Universität Frankfurt Japanologie, Anglistik und Amerikanistik. Seit 1988 arbeitet sie hauptberuflich als Übersetzerin literarischer Werke vor allem aus dem Japanischen sowie aus dem Englischen und Amerikanischen.
Ursula Gräfe ist Mitglied im Verband deutschsprachiger Übersetzer literarischer und wissenschaftlicher Werke, VdÜ. Sie lebt in Frankfurt am Main.

## Schriften (Auswahl)
- Buddha. Reihe: BasisBiografie. Suhrkamp, Frankfurt 2010, ISBN 3-518-18205-6
- Lebenslust mit Buddha. Insel-Verlag, Frankfurt 2010, ISBN 3-458-35331-3
- als Herausgeberin: Die Kunst glücklich zu sein. Asiatische Lebensweisheiten. Insel-Taschenbuch, Frankfurt 2005, ISBN 3-458-34824-7
- Hg.: Blauer Berg und Weiße Wolke. Insel, 2015

## Übersetzungen aus dem Englischen
- Maura O’Halloran: Im Herzen der Stille. [Aus d. Amerik.] 1995
- Ishimure Michiko: Paradies im Meer der Qualen. Unsere Minamata-Krankheit. Aus dem Englischen von Paradise in the sea of sorrow : our Minamata disease. Aus dem Japanischen von Livia Monnet. Yamaguchi Publishing House, Kyōto 1990. ISBN 978-4-8411-0803-3. Insel Verlag, Frankfurt am Main und Leipzig 1995, ISBN 3-458-16725-0.
- Kent Nerburn: Die letzten heiligen Dinge. Auf den Spuren indianischer Weisheit, Hoffmann und Campe, Hamburg 1997, ISBN 978-3-455-11197-2.
- Deborah Boliver Boehm: Zen und die Kunst, einen Mönch zu lieben. [Aus d. Amerik.] 1998
- O. V. Vijayan: Die Legenden von Khasak. Roman. (Aus d. indischen Engl.), Insel Verlag; 1. Edition 2004, ISBN 978-3-458-17219-2
- R. K. Narayan: Reifeprüfung, Insel-Verlag, Frankfurt am Main/Leipzig 2004, ISBN 3-458-17183-5.
- Mohandas Karamchand Gandhi: Was ist Hinduismus. [Aus d. Engl.] Insel Verlag, Frankfurt 2006
- Mohammed Hanif: Eine Kiste explodierender Mangos. 2009
- Joyce Lepra-Champman: Der Duft des Sake. Roman. [Aus d. Amerik.] 2011
- Jane Austen: Ich bin voller Ungeduld. Briefe an Cassandra. Ausgew., aus dem Engl. übertragen u. mit einem Nachwort versehen von Ursula Gräfe. Insel-Taschenbuch, Frankfurt 2013

## Übersetzungen aus dem Japanischen (Auswahl)
- Kenzaburō Ōe: Stille Tage. Übers. von Wolfgang E. Schlecht und Ursula Gräfe unter Mitarbeit von Kimiko Nakayama-Ziegler. Insel Verlag 1994.
- Kiharu Nakamura: Memoiren einer Geisha. Übers. zusammen mit Kimiko Nakayama-Ziegler. Lübbe 1997.
- Hikaru Okuizumi: Das Gedächtnis der Steine. Übers. zusammen mit Kimiko Nakayama-Ziegler, Deutsche Verlags-Anstalt 2000.
- Haruki Murakami: Naokos Lächeln. DuMont Buchverlag, Köln 2001
- Yōko Ogawa: Hotel Iris. Übers. zusammen mit Kimiko Nakayama-Ziegler. Liebeskind 2001.
- Haruki Murakami: Untergrundkrieg. DuMont Buchverlag 2002
- Haruki Murakami: Sputnik Sweetheart. DuMont Buchverlag 2002
- Yōko Ogawa: Der Ringfinger. Übers. zusammen mit Kimiko Nakayama-Ziegler. Liebeskind 2002.
- Haruki Murakami: Nach dem Beben. DuMont Buchverlag 2003
- Yōko Ogawa: Schwimmbad im Regen. Übers. zusammen mit Kimiko Nakayama-Ziegler. Liebeskind 2003.
- Haruki Murakami: Kafka am Strand. DuMont Buchverlag 2004
- Yōko Ogawa: Liebe am Papierrand. Übers. zusammen mit Kimiko Nakayama-Ziegler. Liebeskind 2004.
- Haruki Murakami: Tony Takitani. DuMont Buchverlag 2005
- Haruki Murakami: Afterdark. DuMont Buchverlag 2005
- Yōko Ogawa: Das Museum der Stille . Übers. zusammen mit Kimiko Nakayama-Ziegler. Liebeskind 2005.
- Haruki Murakami: Blinde Weide, schlafende Frau. Erzählungen. DuMont Buchverlag 2006
- Ryū Murakami: In der Misosuppe. Kiepenheuer & Witsch 2006.
- Hitonari Tsuji: Warten auf die Sonne. Übers. zusammen mit Kimiko Nakayama-Ziegler. Piper 2006.
- Yasushi Inoue: Der Tod des Teemeisters. Suhrkamp Verlag 2007
- Taichi Yamada: Sommer mit Fremden. Übers. zusammen mit Kimiko Nakayama-Ziegler. Goldmann 2007.
- Yōko Ogawa: Der zerbrochene Schmetterling. Übers. zusammen mit Kimiko Nakayama-Ziegler. Liebeskind 2007.
- Hiromi Kawakami: Der Himmel ist blau, die Erde ist weiß. Eine Liebesgeschichte.  Übers. zusammen mit Kimiko Nakayama-Ziegler. Hanser 2008
- Haruki Murakami: Wovon ich rede, wenn ich vom Laufen rede. DuMont Buchverlag 2008
- Hitonari Tsuji: Der weiße Buddha. Übers. zusammen mit Kimiko Nakayama-Ziegler. Piper 2008.
- Taichi Yamada: Lange habe ich nicht vom Fliegen geträumt. Übers. zusammen mit Kimiko Nakayama-Ziegler. Goldmann 2008.
- Hiromi Kawakami: Herr Nakano und die Frauen. Übers. zusammen mit Kimiko Nakayama-Ziegler. Hanser 2009
- Hiromi Kawakami: Am Meer ist es wärmer: Eine Liebesgeschichte.  Übers. zusammen mit Kimiko Nakayama-Ziegler. Hanser 2010
- Haruki Murakami: 1Q84. Buch 1&2. DuMont Buchverlag 2010
- Haruki Murakami: 1Q84. Buch 3. DuMont Buchverlag 2011
- Keigo Higashino: Verdächtige Geliebte. Klett-Cotta 2012
- Tomoko Ohmura: Bitte anstellen! Bilderbuch. Moritz Verlag 2012
- Hiromi Kawakami: Bis nächstes Jahr im Frühling. Übers. zusammen mit Kimiko Nakayama-Ziegler. Hanser 2013
- Haruki Murakami: Südlich der Grenze, westlich der Sonne. DuMont Buchverlag 2013
- Keigo Higashino: Heilige Mörderin. Klett-Cotta 2014
- Haruki Murakami: Die Pilgerjahre des farblosen Herrn Tazaki. DuMont Buchverlag 2014.
- Haruki Murakami: Die unheimliche Bibliothek. DuMont Buchverlag 2014.
- Haruki Murakami: Von Männern, die keine Frauen haben. DuMont Buchverlag 2014.
- Keigo Higashino: Böse Absichten. Klett-Cotta 2015
- Takashi Hiraide: Der Gast im Garten. Insel Verlag 2015
- Haruki Murakami: Wenn der Wind singt / Pinball 1973. DuMont Buchverlag 2015.
- Ryū Murakami: Coin Locker Babys. Septime Verlag 2015.
- Tomoko Ohmura: Beeil dich, kleines Faultier! Bilderbuch. Moritz Verlag 2016
- Durian Sukegawa: Kirschblüten und rote Bohnen. DuMont, Köln 2016, ISBN 978-3-8321-9812-1.
- Megumi Iwasa: Viele Grüße, Deine Giraffe. Moritz Verlag 2017
- Haruki Murakami: Birthday Girl, Erzählung. Illustriert von Kat Menschik. DuMont, Köln 2017, ISBN 978-3-8321-9858-9.
- Haruki Murakami: Die Ermordung des Commendatore. DuMont Buchverlag 2018.
- Sayaka Murata: Die Ladenhüterin. Aufbau Verlag 2018, ISBN 978-3-351-03703-1.
- Tomoko Ohmura: Wieso geht’s hier nicht weiter? Bilderbuch. Moritz Verlag 2018
- Yukio Mishima: Der Goldene Pavillon. Kein & Aber, Zürich, 2019, ISBN 978-3-0369-5807-1.
- Yukiko Motoya: Die einsame Bodybuilderin. Blumenbar 2021
- Seishi Yokomizo: Die rätselhaften Honjin-Morde. Blumenbar 2022.  ISBN 978-3-351-05109-9
- Haruki Murakami: Die Stadt und ihre ungewisse Mauer. DuMont Buchverlag 2024, ISBN 978-3-8321-6839-1.

## Preise und Auszeichnungen
2004 erhielt Ursula Gräfe zusammen mit Kimiko Nakayama-Ziegler den Übersetzerpreis der Japan Foundation für den Erzählband »Schwimmbad im Regen« der Autorin Yōko Ogawa.
2019 erhielt Ursula Gräfe gemeinsam mit Nora Bierich den Noma Award for Translation of Japanese Literature 2019.